# 遲大成
遲大成（？—？），號之莱，山东登州府莱陽縣人。明朝政治人物。

## 生平
秉性耿直，博学强记。以麟经登萬曆四十六年（1618年）戊午科舉人，天啓五年（1625年）乙丑科進士，授江都县知县，正直清介，人不敢干以私。擢广东道监察御史，行车留都（南京），人有铁面之目。巡按广西，雪冤辨枉，夜鬼泣訴，公尝梦人云：至仆少则仙蜕，故每每避其升迁，盖棺之日，天子悯焉，卒以太仆寺少卿赠，竟然与梦符，亦异矣。祀乡贤。

## 家族
弟迟阜成，天啓七年举人，授汾州通判。侄子遲鑛，崇祯十年丁丑进士，授行人。